# Myopterus daubentonii
Myopterus daubentonii (Desmarest, 1820) è un pipistrello della famiglia dei Molossidi diffuso nell'Africa subsahariana.

## Descrizione

### Dimensioni
Pipistrello di medie dimensioni, con la lunghezza totale tra 104 e 120 mm, la lunghezza dell'avambraccio tra 48 e 54 mm, la lunghezza della coda tra 37 e 44 mm, la lunghezza del piede tra 9 e 13 mm, la lunghezza delle orecchie tra 18 e 22 mm, un'apertura alare fino a 38 cm e un peso fino a 22 g.

### Aspetto
La pelliccia è corta. Le parti dorsali sono color crema scuro, bruno-rossastro o bruno-grigiastro con la punta dei peli più scura e solitamente con la nuca e due bande su ogni lato della spina dorsale biancastre o fulvo-giallastre chiare, mentre le parti ventrali sono bianche o bianco-crema. Il muso è cilindrico, liscio e privo di peli eccetto diverse setole spatolate sul labbro superiore sotto le narici. La testa non è particolarmente appiattita. Le orecchie sono erette, strette, con la parte interna biancastra e i margini anteriori che si uniscono alla base sulla fronte. Il trago è grande, semplice con i bordi paralleli e la punta arrotondata, mentre l'antitrago è semi-circolare e delle stesse dimensioni del trago. Le membrane alari sono biancastre tra le dita e semi-trasparenti, venate e ricoperte di piccole macchie biancastre di grasso tra l'avambraccio ed il corpo. I piedi sono rosati. La coda è lunga, tozza e si estende per più della metà oltre l'uropatagio. La sottospecie M.d.albatus è la più grande.

## Biologia

### Comportamento
Si rifugia in gruppi fino a 7 individui nelle cavità di alberi come la palma Borassus aethiopum.

### Alimentazione
Si nutre di insetti catturati in spazi aperti fino a 25 metri dal suolo.

## Distribuzione e habitat
Questa specie è diffusa in maniera discontinua nell'Africa occidentale e centrale, dal Senegal alla Repubblica Democratica del Congo.
Vive nelle savane alberate, foreste a galleria e praterie montane fino a 1.250 metri di altitudine.

## Tassonomia
Sono state riconosciute 2 sottospecie:
- M.d.daubentonii: Senegal, Costa d'Avorio, Repubblica Centrafricana;
- M.d.albatus (Thomas, 1915): Repubblica Democratica del Congo nord-orientale.

## Conservazione
La IUCN Red List, nonostante sia stato catturato in un areale abbastanza vasto, ci sono poche informazioni circa le eventuali minacce e i requisiti ambientali, classifica M.daubentonii come specie con dati insufficienti (DD).